# Mackenrodttunnel
Der Mackenrodttunnel ist ein 849 m langer Eisenbahntunnel der Schnellfahrstrecke Hannover–Würzburg (Streckenkilometer 112,8 bis 113,6). Er unterquert die südniedersächsische Gemeinde Jühnde.

## Verlauf

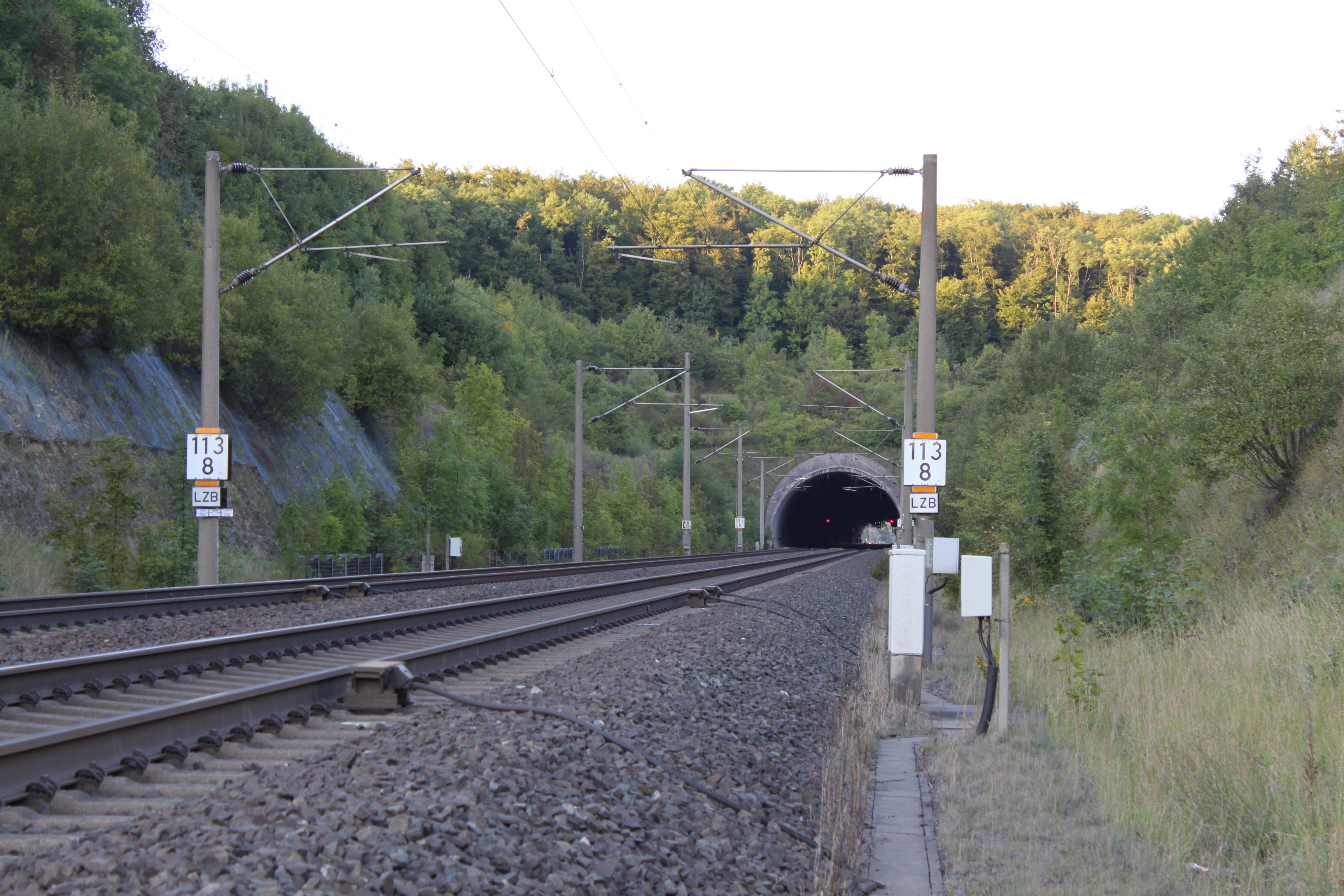
Blick auf das Südportal. Im Tunnel sind die Einfahrsignale für den Überholbahnhof Jühnde zu erkennen.

Die Trasse verläuft im Tunnel gerade. Die Gradiente fällt von Nord nach Süd durchgehend ab, größtenteils mit 12,499 Promille. Die Überdeckung liegt auf nahezu der gesamten Länge bei rund 17 m. Die Röhre liegt durchgehend im unteren Muschelkalk.
Südlich folgt, nach einem 900 m langen Einschnitt, der Rauhebergtunnel. Nördlich folgt der Überholbahnhof Jühnde.

## Geschichte

### Planung
Ursprünglich war an Stelle des Tunnels ein breiter Einschnitt vorgesehen gewesen. Aus technischen, wirtschaftlichen und landschaftsschützerischen Gesichtspunkten fiel letztlich die Entscheidung zu Gunsten des Tunnelabschnitts. Ende 1983 war eine Länge von 816 m Länge geplant gewesen. Unter anderem konnte so ein prähistorisches Gräberfeld geschont werden.
In der Planungsphase gehörte der Tunnel zum Planfeststellungsabschnitt 4.3 der Neubaustrecke. Der Tunnel war im November 1983 vergeben gewesen. Die Bauarbeiten konnten erst nach dem Durchschlag des nordöstlich benachbarten Endelskamptunnels beginnen.

### Bau
Der Vortrieb begann im Juli 1984 und endete im März 1985. Wegen geringer Überdeckung wurde er in offener Bauweise gebaut. Die Innenschale wurde in einer Stärke von 30 cm ausgeführt. Der feierliche Tunnelanschlag war am 7. September 1984 gefeiert worden. Die Tunnelpatenschaft hatte Marianne Hasselmann, Ehefrau des damaligen niedersächsischen Ministers für Bundesangelegenheiten, Wilfried Hasselmann.
Der Tunnel gehört, neben den Tunneln Leinebusch und Endelskamp, zu einer Folge von drei Röhren. Für die drei Bauwerke wurden insgesamt 390.000 m³ ausgebrochen, für die Voreinschnitte 675.000 m³ ausgehoben. Insgesamt wurden 81.000 m³ Beton und 4.400 t Stahl verbaut, die Bauzeit lief von 1984 bis 1986. Die Bausumme aller drei Röhren lag bei 95 Millionen D-Mark.
Die Röhre wurde als letzter Tunnel im Streckenabschnitt zwischen Kassel und Göttingen angeschlagen. Zuvor musste der Endelskamptunnel durchgeschlagen werden.
Beauftragt waren die Unternehmen Dyckerhoff & Widmann AG (Frankfurt am Main) und E. Heitkamp GmbH (Herne).
Insgesamt wurden bei den drei Tunneln 390.000 m³ Material ausgebrochen. Weitere 675.000 m³ Aushub entfallen auf die Voreinschnitte.

### Brandstiftung
Am Morgen des 8. Juni 1986 brach etwa 200 m vom Nordportal entfernt im Tunnel ein Feuer aus. Der Brand konnte von Einsatzkräften, die rund 15 Minuten nach Alarmierung die Einsatzstelle erreichten, nach knapp zwei Stunden gelöscht werden. Als Ursache wurde Brandstiftung ermittelt. Es entstand ein Sachschaden am Tunnel und den abgestellten Baumaschinen und -geräten in Höhe von 1,5 Millionen DM. Die Baustelle war nicht abgesichert und unbewacht.

### Betrieb
In die Sanierung des Streckenabschnitts Kassel–Göttingen, zwischen dem 23. April 2021 bis 16. Juli 2021, war auch der Tunnel einbezogen. Dabei wurden unter anderem die Bettung gereinigt, die Gleise erneuert und Randwege hergestellt.